# Al Karak
Al-Karak (în arabă الكرك), cunoscut în Regatul Ierusalimului ca Kerak, este un oraș în Iordania cunoscut pentru castelul cruciat, Castelul Kerak. Castelul este unul dintre cele mai mari trei castele din regiune, celelalte două fiind în Siria. Al-Karak este capitala guvernoratului Karak.
Al-Karak se află la 140 kilometri (87 mi) sud de Amman pe vechiul Drum al Regilor. Este situat pe un vârf de deal la circa 1.000 metri (3.300 ft) deasupra nivelului mării și este înconjurat pe trei laturi de o vale. Al-Karak are o vedere asupra Mării Moarte. Un oraș de aproximativ 32.216 locuitori (2005) a fost construit în jurul castelului și are clădiri din secolul al XIX-lea perioada otomană. Orașul este construit pe un platou triunghiular, cu castelul la vârful său sudic îngust.